# Vellechevreux-et-Courbenans
Vellechevreux-et-Courbenans é uma comuna francesa na região administrativa de Borgonha-Franco-Condado, no departamento de Alto Sona. Estende-se por uma área de 9,14 km². Em 2010 a comuna tinha 124 habitantes (densidade: 13,6 hab./km²).